# Ô Đồng Lầm

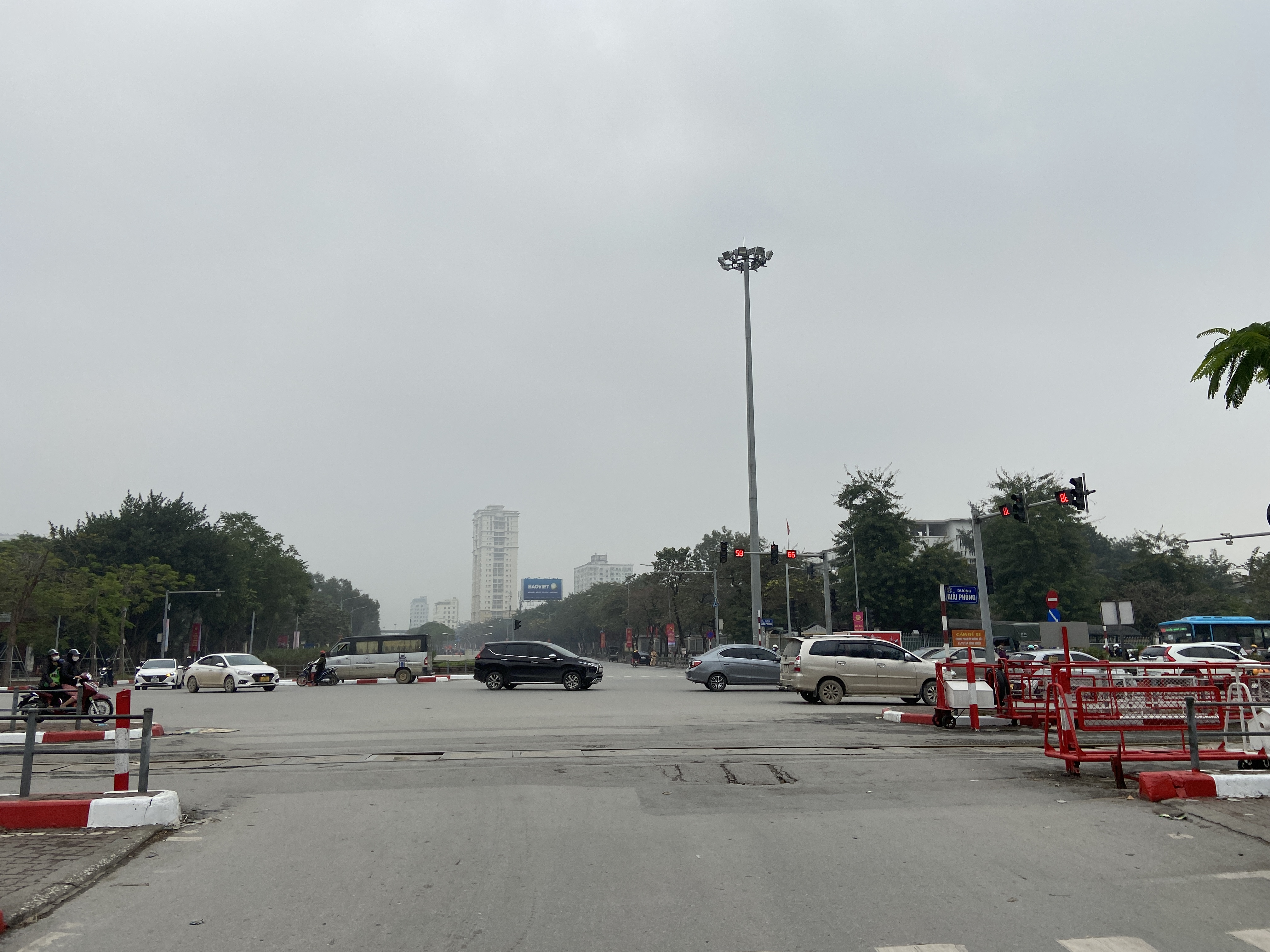
Ngã tư Lê Duẩn – Giải Phóng – Đại Cồ Việt ngày nay

Ô Đồng Lầm, tên chữ là Kim Hoa sau đổi thành Kim Liên, là một cửa ô của Hà Nội xưa. Cửa ô này được mở qua đoạn tường phía nam của tòa thành đất bao bọc khu đông dân cư của kinh thành Thăng Long xưa, tại vị trí ngày nay là ngã tư đường Lê Duẩn (phố Kim Liên cũ) – Đại Cồ Việt.

## Lịch sử
Cửa ô nằm cạnh làng Kim Liên, tên nôm là làng Đồng Lầm, do đó cũng là cổng làng. Cổng này được xây theo hướng đường đi sang ô Cầu Dền, kiến trúc được cho là giống với cửa ô Quan Chưởng. Từ cửa ô đi ngược lên là hồ Bảy Mẫu và hồ Ba Mẫu, người dân làng Đồng Lầm xưa phơi vải ven bờ hai hồ này. Bùn dưới hồ được người dân vớt lên để nhuộm vải (gọi là "nhấn bùn") để vải màu nâu ngã sang màu đen.
Theo sử gia Trần Quốc Vượng, ô Đồng Lầm hình thành muộn hơn các cửa ô khác, vào khoảng cuối thế kỷ XIX khi chính quyền lúc bấy giờ cho nắn lại con đường thiên lý từ ngã ba Đuôi Cá theo đường Giải Phóng – Lê Duẩn hiện nay, xẻ đôi đầm nước lớn thành hồ Bảy Mẫu và hồ Ba Mẫu nằm hai bên tuyến đường. Trước đó, khu vực này địa hình còn rất lầy lội, nhiều đầm hồ, mùa mưa thường ngập úng nên không thuận tiện để đi lại.
Ngày 4 tháng 12 năm 2019, Hội đồng nhân dân thành phố Hà Nội quyết định đặt tên cho con đường chạy vòng quanh hồ Ba Mẫu, dài 1.000 m và rộng 15–19 m là phố Ô Đồng Lầm.